# 정용수 (축구인)
정용수(? ~ 1979년 1월 6일, 鄭龍洙)는 일제강점기 시절의 축구 선수로 포지션은 수비수였으며, 경성 축구단의 창립 맴버로 입단하였다.

## 생애

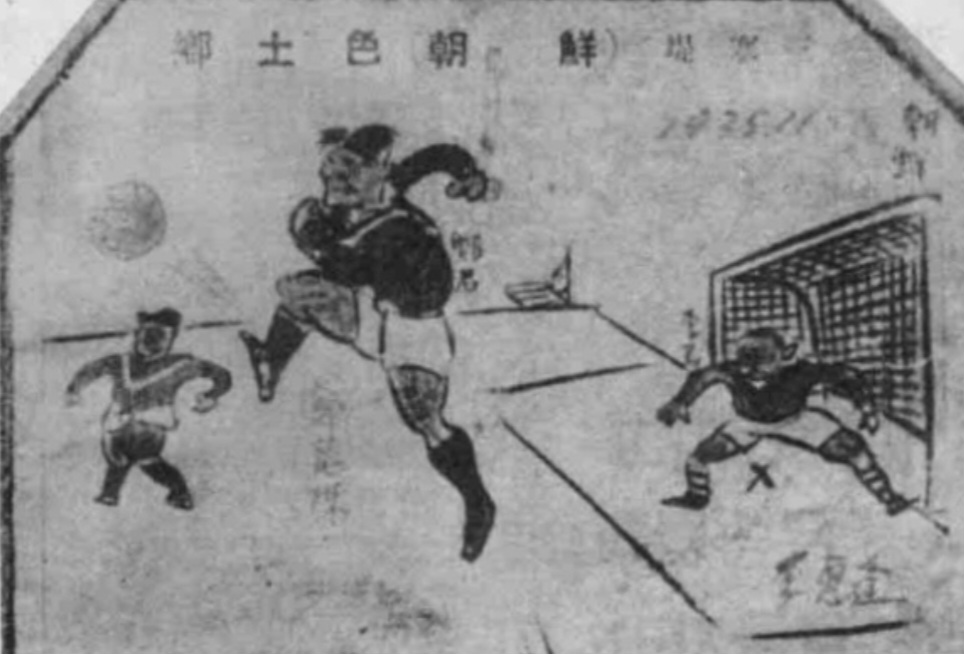
일본 잡지에 실린 결승전에서의 정용수 선수의 수비 장면

축구 외에도 야구와 정구, 탁구 선수로도 활동했으며, 탁구의 경우 관서체육대회에서 일등을 기록하기도 했다.그 외에도 축구 심판 등의 일제강점기 당시 스포츠계에서 활발히 활동했으며, 특히 경성 축구단 입단 및 조선 축구 대표팀 선발 등 축구계에서 가장 활발히 활동하면서 조선 축구 대표팀의 메이지 신궁 경기 대회 등 일본 본토에서 열린 대회 우승에 기여했다. 이후 이러한 활약 덕분에 일본 잡지에도 경기에서의 모습이 실렸으며 일본 대표팀에도 선발되었다.
독립 이후에는 재일교포들을 대상으로 한 스포츠 단체의 단장직을 맡아 축구, 자전거, 탁구 등의 여러 스포츠를 진행했다.
이후 대한테니스협회 부회장직과 연서대OB축구 명예회장직을 맡으며 스포츠계에서 활동을 이어갔으며, 1979년 1월 6일 자택에서 노환으로 별세했다.